# モーニングサンシャイン
『モーニングサンシャイン』は、2024年4月1日からラジオ関西で毎週金曜 6:10 - 7:00（日本標準時）に放送されている音楽番組・トーク番組で収録放送となっている。2024年度は毎週月曜日 - 金曜日の5:30 - 6:45に放送されていたが2025年度（4月4日）からは毎週金曜日のみの週1での放送となった。

## 概要
2024年度のラジオ関西は、早朝から日中の時間帯に音楽を中心とした大規模な番組改正を行った。早朝番組はこれまで、前日日中（金曜日分は翌週月曜）に放送していた『PLAYLIST of Harborland』（5時台）、『歌声は風に乗って』（6時台）の再放送を行っていたが、これをリニューアルし、スタンダードナンバーを中心とした音楽とパーソナリティーによるトークを展開する。
2025年4月の改編に伴い、4月4日からは毎週金曜日のみの週1での放送となり、放送時間も6:10 - 7:00に変更となった。

## パーソナリティー（2025年4月4日 - ）
- 高山トモヒロ（ケツカッチン）

## フロート番組
- 『実業家しんちゃんのToday's Economic Topics』